# Gavina Viana Viana
Gavina Dolores Viana Viana (San Sebastián, 19 de febrero de 1891 - ?) fue una mujer republicana establecida en Cataluña que organizó y dirigió las Milicias Antifascistas Femeninas del Frente Popular al inicio de la Guerra civil. Tras la creación del Ejército Popular de la República volvió a la retaguardia y se integró en el Socorro Rojo Internacional. Marchó al exilio en 1939 tras la derrota de la Segunda República.

## Biografía
Nacida en San Sebastián, era la tercera hija del matrimonio formado por Manuel Viana Álvarez de Castañeda y Estefanía Viana Fernández, ambos naturales de Legran (Álava). Según los archivos eclesiásticos, además de Gavina, habían tenido a Adelaida (muerta prematuramente), a Juana y Luis Francisco ( muerto a los pocos meses de vida). La madre también murió y el padre se volvió a casar.
Los Viana fueron una familia muy arraigada en la cultura vasca. Se desconocen los motivos por los cuales Gavina Viana se trasladó a vivir a Barcelona, pero se integró rápidamente y en una entrevista publicada en 1933 al semanario La Rambla de Barcelona, expresaba su voluntad de aprender y hablar correctamente el catalán.
Vinculada al socialismo, la prensa a menudo se hizo eco de sus opiniones.  En la campaña electoral de 1933, participó en mítines por todo Cataluña y las Islas Baleares. Fue una oradora brillante y convincente, apoyaba en la lucha de clases, denunciaba el caciquismo y el clericalismo, y sobre todo defendía los derechos de las mujeres, que por primera vez ejercían el voto.
El febrero de 1936, nuevamente en campaña electoral, Viana habló en nombre de la Unió Socialista de Catalunya, dentro la Coalición del Frente de Izquierdas, que esta vez ganó las elecciones.
Entre el 17 y el 20 de julio de 1936, se produjo la sublevación militar del general Franco, quedando el territorio español dividido en dos bandos irreconciliables. En Barcelona, las fuerzas de orden público, junto con los miembros de las organizaciones del Frente popular y el sindicato CNT pararon el golpe de Estado y se mantuvieron fieles a la República. Se inició la guerra civil y a la vez la revolución social.
El 21 de julio, por la carencia de un ejército profesional, se creó el Comité de Milicias Antifascistas para organizar militarmente a los combatientes que salían a alguno de los frentes de batalla. El 30 de julio se constituyeron las milicias femeninas, que se ocupaban de las secciones de Propaganda Sindical, Política y Prensa, y Asistencia Social. Viana, que se había afiliado al Partido Socialista Unificado de Cataluña, (PSUC) fue la encargada de dirigir la sección de Guerra.
La formación de un batallón femenino fue un hecho atípico en la historia de Cataluña. Para poder inscribirse, había que tener más de veintidós años, ser miembro de algún sindicato antifascista y presentar un aval solvente. Las mujeres que  estaban aceptadas eran enviadas al cuartel del Camp de la Bota o al Cuartel Lenin, donde se las instruía en el uso de armas y explosivos. De aquella instrucción en el manejo de armas, se  conserva el testimonio gráfico de las fotos que hicieron Robert Capa y Gerda Taro. Las no aptas eran asignadas a servicios auxiliares.
Combatieron en el desembarco de Mallorca -allí murió Amalia Lobato Rosique, considerada la primera mujer caída en combate- y en el frente de Aragón, hasta que la creación del Ejército Popular de la República las forzó a dejar la primera línea de combate y volver a la retaguardia. En ese momento las milicias femeninas, con Viana al frente, se integraron en el Socorro Rojo Internacional, y realizaron tareas sociales y humanitarias hasta el final de la guerra. Viana marchó al exilio en 1939. Se tiene constancia de que el mes de agosto estaba  todavía en España porque aquel mes la escritora mexicana Blanca Lydia Trejo, que había participado en las brigadas de salvamento fundadas por Viana, escribió al Comité Técnico de Ayuda a los Republicanos Españoles (CTARE) pidiendo ayuda para su amiga Gabina (sic) Viana, «que todavía estaba en España».